# Callicore astarte
Callicore astarte é uma borboleta neotropical da família Nymphalidae que se distribui do México até o Brasil. Apresenta, vista por baixo, asas posteriores com coloração predominantemente amarela e marcações similares a um 08 (quando o inseto está voltado para a esquerda) ou 80 (quando o inseto está voltado para a direita). Possui contornos em azul claro na borda das asas anteriores e um pontilhado da mesma tonalidade, margeado de negro, próximo à borda das asas posteriores (similar a Paulogramma pygas, porém com o "0" das asas apresentando apenas uma pontuação). A "numeração" também apresenta o interior azul claro. Em vista superior, a espécie apresenta padrões de coloração muito variáveis entre as subespécies. O primeiro padrão é o mais comum, com as asas de coloração negra com manchas vermelhas características; o segundo padrão apresenta predominância de azul metálico (subespécies casta e patelina); o terceiro padrão inclui predominância de tom alaranjado.

## Subespécies
Callicore astarte possui doze subespécies:
- Callicore astarte astarte - Descrita por Cramer em 1779, de exemplar proveniente do Suriname (também presente no Brasil e na Guiana Francesa).
- Callicore astarte codomannus - Descrita por Fabricius em 1781, de exemplar proveniente do Brasil (Rio de Janeiro).
- Callicore astarte patelina - Descrita por Hewitson em 1853, de exemplar proveniente da Guatemala (também presente no México, Belize e na Costa Rica).[11]
- Callicore astarte stratiotes - Descrita por C. & R. Felder em 1861, de exemplar proveniente do Brasil (Amazonas).
- Callicore astarte casta - Descrita por Salvin em 1869, de exemplar proveniente do México.[12]
- Callicore astarte selima - Descrita por Guénee em 1872, de exemplar proveniente do Brasil (Minas Gerais, São Paulo, Santa Catarina, Goiás, Mato Grosso).[13][14]
- Callicore astarte antillena - Descrita por Kaye em 1914, de exemplar proveniente de Trinidad.
- Callicore astarte otheres - Descrita por Fruhstorfer em 1916, de exemplar proveniente da Colômbia.
- Callicore astarte astartoides - Descrita por Dillon em 1948, de exemplar proveniente da Bolívia.[10][8]
- Callicore astarte lilliputa - Descrita por Dillon em 1948, de exemplar proveniente da Colômbia.
- Callicore astarte staudingeri - Descrita por Dillon em 1948, de exemplar proveniente da Venezuela.
- Callicore astarte panamaensis - Descrita por Kariya em 2006, de exemplar proveniente do Panamá.